# Ross-Gewehr
Das Ross-Gewehr war eine Schützenwaffe, die zur Ausrüstung des Kanadischen Heeres im Ersten Weltkrieg gehörte.

## Geschichte und Technik
Zum Beginn des Zweiten Burenkrieges meldeten sich viele englischsprachige Kanadier freiwillig zum Einsatz. Die britischen Behörden weigerten sich jedoch, Kanada mit Lee-Enfield-Gewehren zu beliefern. Auch die Fertigung in Lizenz wurde nicht gestattet. Stattdessen versuchte man in Kanada notgedrungen, sich mit Waffen aus heimischer Produktion auszurüsten. Um 1900 entwickelte der Schotte Sir Charles Ross, 9. Baronet ein Gewehr auf der Basis des Mannlicher-Repetierers mit einem Geradezugverschluss. In der Theorie sollte die lineare Ladebewegung ein schnelleres Nachladen und erneutes Anvisieren ermöglichen. In der Praxis erwies sich die Waffe auch als sehr präzise, aber ebenso als anfällig gegenüber Verschmutzung und Verschleiß. Das britische Militär wies das Gewehr aus diesen Gründen auch als untauglich ab, in Kanada zeigte man sich interessierter. 1903 wurde das Ross-Gewehr dort offiziell übernommen, anschließend jedoch vielen Nachbesserungen unterzogen. Schließlich ging man dazu über, bei der stetig wachsenden Zahl der Modifizierungen und Veränderungen keine neuen Modell-Kennzeichnungen einzuführen. Einerseits nahmen die Anpassungen überhand, andererseits wollte man verschleiern, wie unausgereift die Konstruktion noch war.

## Einsatz
Der in die Waffe investierte Aufwand zeigte nur mäßigen Erfolg. Scharfschützen würdigten die Reichweite und Genauigkeit der Waffe. Die widrigen Bedingungen des Grabenkrieges brachten jedoch auch die Mängel zutage: der Lademechanismus versagte bei Verschmutzung, die Verschlusswarzen nutzten sich ab, bis ein Verriegeln der Waffe unmöglich war, mitunter fielen Bajonette bei der Schussabgabe ab. Besonders problematisch war ein Konstruktionsfehler, der es erlaubte, den Verschluss falsch herum einzubauen. In diesem Zustand konnte man aus einer unverriegelten Waffe einen Schuss abfeuern. Wegen der Mängel der Waffe gingen kanadische Frontsoldaten dazu über, auf dem Schlachtfeld verlorene britische Lee-Enfield-Gewehre zu bergen und sich stattdessen damit auszurüsten. Die Lee-Enfields verwendeten die gleiche Munition und hatten ein größeres Magazin; vor allem aber waren sie robuster und zuverlässiger. Schließlich verfügte der britische Oberbefehlshaber Sir Douglas Haig, dass die Ross-Gewehre von den Frontlinien abzuziehen seien, ohne die kanadischen Stellen zu konsultieren. Die Kontroverse zog im Jahr 1916 weite Kreise und war einer der Gründe für den vorzeitigen Rücktritt des kanadischen Verteidigungsministers Sam Hughes, der sich seinerzeit für die Einführung des Ross-Systems starkgemacht hatte.
Im Einsatz verblieben nur Präzisionsgewehre des Modells Mk III Sniper’s. Abseits der schlammigen Schützengräben und mit entsprechender Sorgfalt bewährten sich diese langläufigen Exemplare weitaus besser. Dazu bedurfte es aber sorgfältiger Reinigung und Pflege nicht nur der Gewehre selbst, sondern auch deren Munition. Abgesehen davon spielte das Ross-Gewehr keine militärische Rolle mehr. Letzte Arsenalbestände wurden im Zweiten Weltkrieg an die British Home Guard ausgegeben, die jedoch nur rückwärtige Sicherungsaufgaben erfüllte und nicht in Kampfhandlungen eingriff. Insgesamt wurden etwa 420.000 Stück gefertigt. 60.000 Exemplare davon lieferte man an das Vereinigte Königreich, alle anderen verwendete Kanada selbst.